# 爱德华·珀塞尔
爱德华·珀塞尔（英語：Edward Purcell，1912年8月30日—1997年3月7日），美国物理学家，1952年诺贝尔物理学奖获得者和1979年美国国家科学奖章获得者。
珀塞尔担任过德怀特·艾森豪威尔、约翰·肯尼迪和林登·约翰逊三位总统的科学顾问。珀塞尔还曾是美国物理学会主席以及美国哲学学会、美国国家科学院和美国艺术与科学研究院会员。